# Immeuble des cent-appartements
L'immeuble des cent-appartements est un immeuble Art déco situé à Novossibirsk, en Sibérie. Il est classé sur la liste du patrimoine architectural de la fédération de Russie. C'est l'œuvre de l'architecte Andreï Kriatchkov (dont une statue se trouve place Sverdlov) et de son assistant Vitali Maslennikov. Il se trouve le long de la Krasny prospekt (perspective — ou avenue — Rouge) avec entrée au numéro 16 qui donne place Sverdlov. Il possède cent dix appartements et non cent comme son nom le laisserait penser.

## Historique
L'immeuble est à l'origine conçu pour loger les fonctionnaires du comité exécutif de l'administration soviétique du kraï de Sibérie occidentale. Des chambres de domestiques de six mètres carrés étaient même prévues dans les appartements. Les travaux débutèrent en 1934. Le projet reçut le grand prix et une médaille d'or à l'Exposition internationale des arts et des techniques de Paris en décembre 1937 – en même temps que deux autres immeubles de Kriatchkov à Irkoutsk et à Krasnoïarsk.

## Résidents célèbres
Les appartements sont loués à des sommités locales comme l'académicien Evgueni Mechalkine, l'artiste Nikolaï Gritsiouk, le directeur des BTP de Novossibirsk, ou le biathlète Alexandre Tikhonov. Pendant le siège de Léningrad, le chef d'orchestre Ievgueni Mravinski s'y installe, ainsi que l'acteur Nikolaï Tcherkassov.

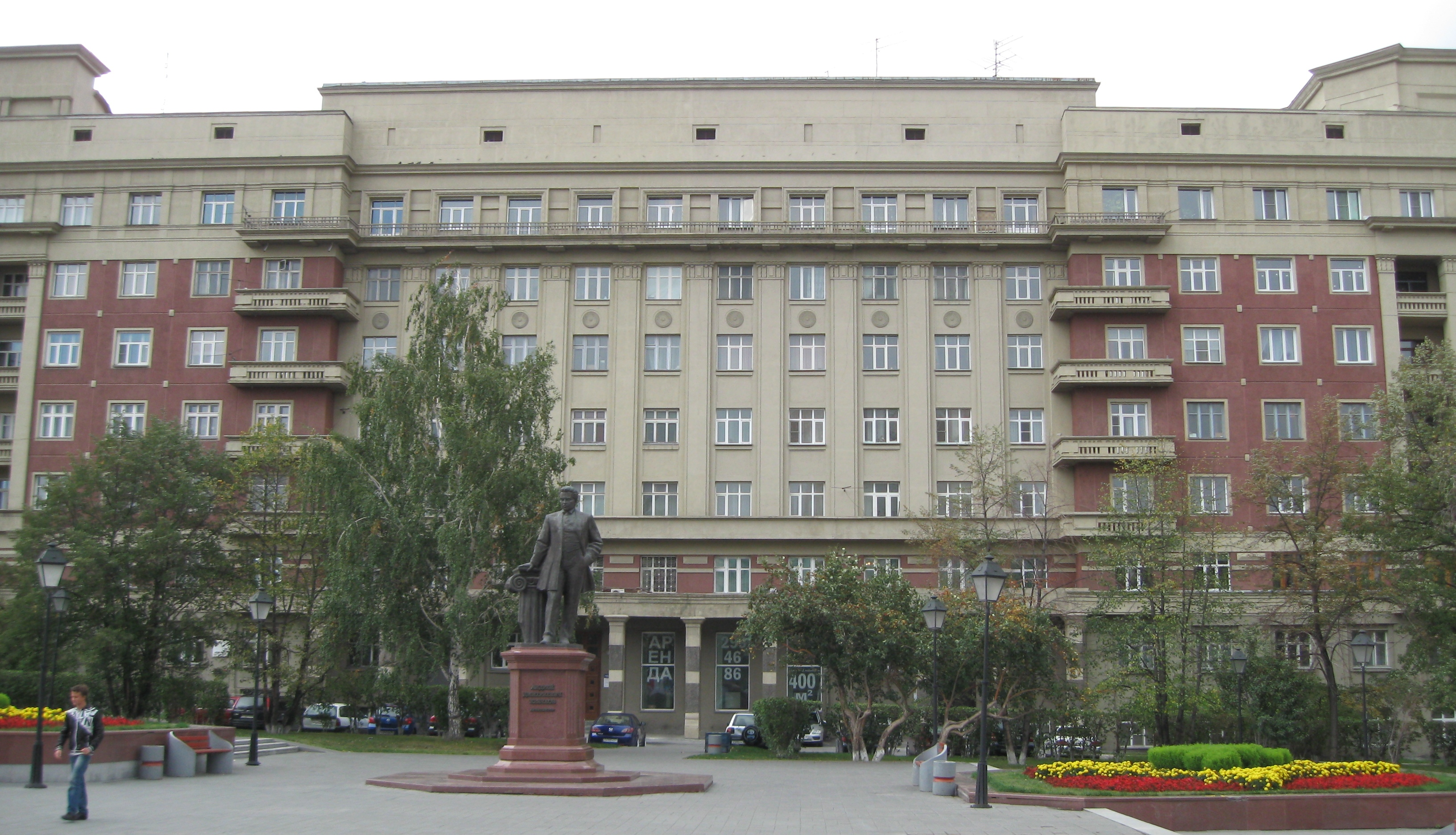
Vue de la façade donnant sur la statue de Kriatchkov.
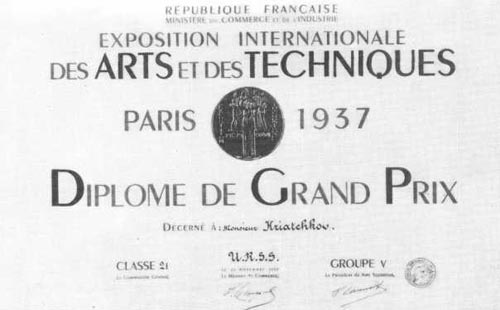
Diplôme du grand prix de Paris (11 décembre 1937).